# 야마토촌 (이바라키현 나메가타군)
야마토촌(大和村)은 이바라키현 나메가타군에 일찍이 존재했던 촌이다.

## 지리
현재의 나메가타시 남동부, 구 아소정의 동부에 위치한다.
촌은 북포 서안에 위치하고 있으며, 마을 안에는 북포의 지류가 흐르고 있다.
촌은 고원과 평지가 뒤섞인 골짜기가 많은 지형이다.

## 역사
- 1889년 4월 1일 - 정촌제 시행에 의해 나메카타군 야마토촌이 성립하였다.
- 1955년 3월 31일 -아소정, 오타촌 오다카촌 나메카타촌과 합병해 새로운 아소정이 성립하여, 동일 야마토촌은 폐지되었다.

## 인구
| 1891년 | 3,205 |
| 1920년 | 4,100 |
| 1935년 | 4,380 |
| 1935년 | 4,348 |
| 1950년 | 5,648 |
| 1955년 | 5,839 |

## 참고문헌
- 角川日本地名大辞典編纂委員会『角川日本地名大辞典 8 茨城県』、가도카와 쇼텐、1983年 ISBN 4040010809